# 莎拉·勞絲
莎拉·德拉默·勞絲（1880年9月24日—1999年12月30日），舊姓克拉克（Clark），是一名美國超級人瑞，史上最长寿美国人，人类史上第3长寿者。她也是僅次於雅娜·卡爾芒和田中加子的史上最長壽人。

## 生平
莎拉·勞絲於1880年9月24日出生在美國賓夕法尼亞州黑茲爾頓的一個小煤礦村。祖父為阿爾伯特·克拉克（Albert Clark，1816年－1858年），祖母為克圖拉·雪莉·米勒（Katurah Sherry Miller，1821年7月28日－1919年12月25日），父親為沃爾特·克拉克（Walter Clark，1849年4月22日－1934年12月16日），母親為阿梅利亞·克拉克（Amelia Kreyscher，1857年6月22日－1926年3月22日），家中有六代同堂的她於1901年8月28日與亞伯拉罕·勞絲（Abraham Knauss，1878年12月19日－1965年3月1日）結婚，他成為賓夕法尼亞州利哈伊縣著名的共和黨領袖，及契據登記官，從1937年到1951年退休。她的表妹米妮·克雷斯吉（Minnie Kresge，1893年10月2日－1999年2月24日），於1999年2月24日去世，享嵩壽105歲。他們唯一的孩子凱瑟琳·沙利文（Kathryn Sullivan）出生於1903年11月17日，於2005年1月21日去世，享嵩壽101歲。而孫子羅伯特·卡巴茲（Robert James K. Butz）出生於1925年9月7日，於2010年5月19日去世，享年84歲。莎拉·勞絲的丈夫於1965年3月1日去世，享年86歲。
在104歲時，她與女兒凱瑟琳·沙利文（Kathryn Sullivan）一直往在阿倫敦。她於1999年12月30日在美国宾夕法尼亚州阿倫敦的住所因自然衰老去世，享嵩壽119岁97天。

## 長壽記錄
- 1993年11月7日，在卓拉·瑞格逝世後成為賓夕法尼亞州最年長者（113岁44天）。
- 1994年9月6日，在威廉敏娜·科特逝世後成為美國最年長者（113岁347天）。
- 1998年4月16日，在瑪麗-露易絲·梅拉紐爾逝世後成為在世最年長者[1]（117岁204天[1]）。
- 1999年12月30日，莎拉·勞絲過世[1]。她是最後一個死於1990年代的超級人瑞（119岁97天），死亡日期距離千禧年僅僅兩天。

## 参見
- 獲驗證的最長壽者列表
- 最年長者
- 超級人瑞
- 康體
- 衰老
- 露西·漢娜